# Karl-Hermann Hübler
Karl-Hermann Hübler (* 22. Juli 1933 in Leubsdorf (Erzgebirge); † 23. Juli 2025) war ein deutscher Raumplaner und Hochschullehrer.

## Leben
Karl-Hermann Hübler absolvierte nach dem Abitur (1951 in Marienberg/Erzgebirge) eine landwirtschaftliche Lehre, studierte sodann an den Universitäten Leipzig, Berlin (Humboldt) und Gießen Landwirtschaftswissenschaften mit Abschluss Diplomlandwirt (1956), promovierte danach an der Justus-Liebig-Universität in Gießen (1958). Er vertrat dann den Verwalter auf einem Wald- und Obstgut (Brandenstein) in der hessischen Rhön. Nach Stationen bei einer ländlichen Siedlungsgesellschaft (GFK) in Kaiserslautern, einem landwirtschaftlichen Spitzenverband in Bonn und einen Auslandsaufenthalt in Frankreich wechselte er 1963 als Hilfsreferent in das Referat „ländliche Gebiete“ im Bundesministerium für Raumordnung, Städtebau und Wohnungswesen und wurde 1966 anlässlich eines Ministerwechsels in das Bundesministerium des Innern versetzt. Er war dort später u. a. federführender Referent und Ministerialrat für das Bundesraumordnungsprogramm (1975) und maßgeblich beteiligt an der Erarbeitung des ersten Umweltprogramms der Bundesregierung (vom 14. Oktober 1971, Bt-.Drs, V/2710),. Er hatte in dieser Zeit auch einen Lehrauftrag an der Universität Stuttgart im Fach „Raumordnung und Landesplanung“.
1975 erfolgte die Berufung zum ordentlichen Professor an die Technische Universität Berlin, wo er bis zu seiner Emeritierung 1999 den Lehrstuhl für Sozialökonomie der Landschaftsentwicklung innehatte. Er übte in dieser Zeit neben seinen originären Aufgaben in Forschung und Lehre zahlreiche Funktionen in der Universität aus, u. a. Sprecher des Fachbereichs 14 (= Dekan) und zeitweise Vorsitzender der Forschungskommission (FNK) der Universität. Er wirkte in dieser Zeit an tiefgreifenden Strukturreformen der TU Berlin mit.
Ehrenamtlich war er Mitglied einer Enquetekommission des Berliner Abgeordnetenhauses (Bodenschutz) und Vorsitzender des Beirates für Umweltfragen beim Berliner Senat sowie in zwei Beiräten bei der Bundesregierung in Bonn. Nach der Vereinigung Berlins wurde er in das Stadtforum Berlin berufen, in dem wichtige Entscheidungen zur Stadtentwicklung des vereinigten Berlins und seines Umlandes diskutiert und erarbeitet wurden.
Hübler war einer der ersten Forscher in Deutschland, der Untersuchungen und Konzepte zur Nachhaltigkeit in der Raumplanung veröffentlichte. Analysen zur Regionalentwicklung, Umweltverträglichkeitsprüfungen und der planerische Umgang mit der knappen Ressource Boden waren wichtige Themen seiner Forschung.
Er erweiterte seinen Forschungsrahmen später durch Gutachtertätigkeit in Ägypten, Brasilien (Porto Allegre, Brasilia (Fundasao Jao Pinheiro)) und Belo Horizonte (1978 bis 1982) sowie für die staatliche Plankommission der VR China in Peking und Nanking (1986).
1988 wurde er Mitgesellschafter des Institutes für Stadtforschung und Strukturpolitik GmbH (IFS), Berlin. Er war seit 1979 Mitglied der Akademie für Raumforschung und Landesplanung (-entwicklung) (ARL) Hannover und war 1993/1994 deren Vizepräsident.
Er war verheiratet und hatte zwei Söhne. Karl-Hermann Hübler verstarb einen Tag nach Vollendung seines 92. Lebensjahres.

## Werke
- Raumordnungspolitik und Wertewandel: Überlegungen zur Fortentwicklung der Raumordnungspolitik. Vincentz, Hannover 1987, ISBN 3-87870-914-5.
- mit Ulrike Weiland (Hrsg.): Nachhaltige Entwicklung: eine Herausforderung für die Forschung?  VWF, Berlin 1996, ISBN 3-930324-81-4.
- mit Martin Lendi (Hrsg.): Ethik in der Raumplanung: Zugänge und Reflexionen. Akademie für Raumforschung und Landesplanung, Hannover 2004, ISBN 3-88838-050-2.